# Justin och de tappra riddarna
Justin och de tappra riddarna (originaltitel: Justin and the Knights of Valour) är en spanska dator-animerad komedifilm från 2013 skriven och regisserad av Manuel Sicilia. Freddie Highmore, Saoirse Ronan, James Cosmo, Charles Dance, Tamsin Egerton, Antonio Banderas, Rupert Everett, Alfred Molina, Mark Strong, Angela Lansbury, David Walliams, Julie Walters och Olivia Williams gör röster i filmen.

## Handling
En ung man på jakt efter att bli en ädla natt lär sig den verkliga styrkan i detta färgglada animerade äventyr för hela familjen. När Justin bara var en liten pojke, var det ingen som han beundrade mer än sin farfar Sir Roland. Sir Roland var medlem i Knights of Valor, och Justin har alltid drömt om att gå i hans fotspår. Övertygad om att han en dag kommer att tjäna sin plats bland deras tapper räcker, utgår Justin till ett äventyr som leder honom till några nya vänner som kan hjälpa honom på vägen. Senare, när den fruktade Sota leder en formidabel armé av krigare mot Justin, finner den unga hjälten att styrkan inte mäts med storleken på ditt svärd, utan storleken på ditt hjärta istället.

## Röster
- Freddie Highmore – Justin
- Saoirse Ronan – Talia
- Antonio Banderas – Sir Clorex
- Alfred Molina – Reginald
- Julie Walters – Gran
- Olivia Williams – Drottning
- Mark Strong – Heraclio
- Charles Dance – Legantir
- Angela Lansbury – Häxa
- Rupert Everett – Sota
- Tamsin Egerton – Lara
- James Cosmo – Blucher
- Barry Humphries – Braulio
- David Walliams – Melquiades
- Michael Culkin – Sebastian